# تكنولوجيا الهندسة الكهربائية

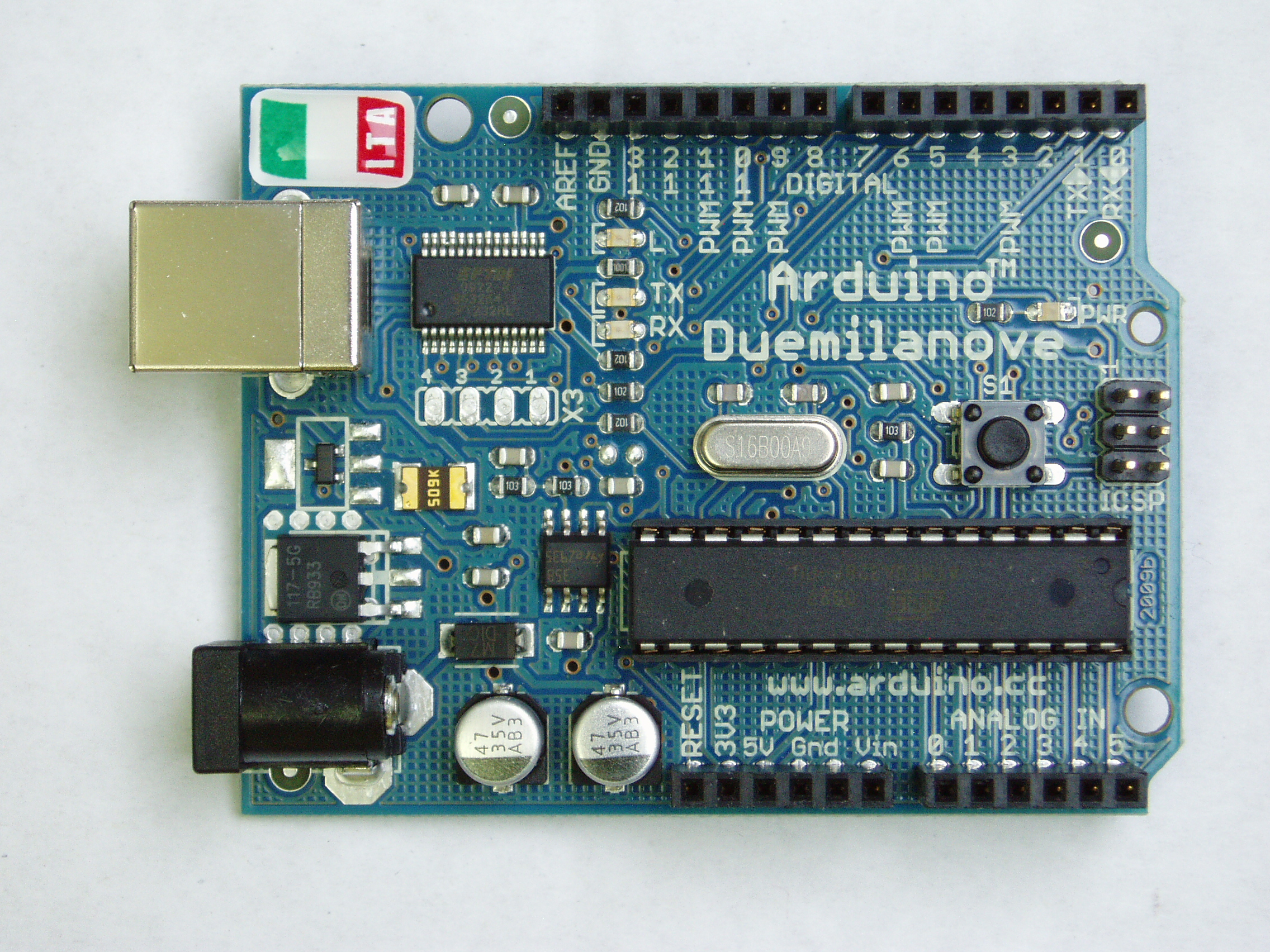
لوحة تطوير التحكم (Arduino Duemilanove)، التي يمكن أن تستخدم في تطوير الأنظمة المتضمنة.

تكنولوجيا الهندسة الكهربائية / الإلكترونيات (EET) هو مجال التكنولوجيا الهندسية التي تطبق، وتطبق مبادئ الهندسة الكهربائية. مثل الهندسة الكهربائية، EET تتعامل مع «تصميم وتطبيق وتركيب وتصنيع وتشغيل / أو صيانة الأنظمة الكهربائية / الإلكترونية (s).»  ومع ذلك، EET هو الانضباط المتخصص الذي لديه المزيد من التركيز على التطبيق، والنظرية، والتصميم التطبيقي، والتنفيذ، في حين أن الهندسة الكهربائية قد تركز أكثر من التركيز العام على النظرية والتصميم المفاهيمي.  تكنولوجيا الهندسة الكهربائية / الإلكترونية هي أكبر فرع من تكنولوجيا الهندسة وتشمل مجموعة متنوعة من التخصصات الفرعية، مثل التصميم المطبق، والإلكترونيات، وأنظمة مدمجة، وأنظمة التحكم، والأجهزة، والاتصالات، وأنظمة الطاقة.
الكهربائية/إلكترونيات الهندسة والتكنولوجيا (EET) تكنولوجيا الهندسة الميدانية التي تنفذ وتطبق مبادئ الهندسة الكهربائية. مثل الهندسة الكهربائية، EET يتعامل مع «تصميم، تطبيق، التثبيت، صناعة، عملية و/أو الصيانة الكهربائية/الإلكترونية (s).» ومع ذلك، EET متخصصة الانضباط الذي لديه المزيد من التركيز على تطبيق النظرية والتطبيقية تصميم، تنفيذ، في حين الهندسة الكهربائية قد تركز أكثر من المعمم التركيز على نظرية التصميم المفاهيمي. الهندسة الكهربائية/الإلكترونية التكنولوجيا هو أكبر فرع من فروع الهندسة والتكنولوجيا يشمل مجموعة متنوعة من الباطن التخصصات، مثل تطبيق تصميم، الإلكترونيات، جزءا لا يتجزأ من أنظمة، أنظمة التحكم، الأجهزة، الاتصالات السلكية واللاسلكية، أنظمة الطاقة.
الدورات الدراسية يجب أن تكون في الحد الأدنى الجبر والمثلثات القائمة.

## التعليم
يمكن للمناهج EET تختلف اختلافا واسعا حسب نوع المؤسسة، نوع درجة، هدف البرنامج، والنتيجة المتوقعة للطالب. في كل عام، ومع ذلك، ABET تنشر مجموعة من المعايير الدنيا التي يجب أن يلتقي برنامج EET معين (إما درجة الزمالة أو درجة البكالوريوس) من أجل الحفاظ على اعتماد ABET لها. ويمكن تصنيف هذه المعايير إما كمعايير عامة، تنطبق على جميع البرامج المعتمدة من ABET، أو كمعايير برنامجية، والتي تنطبق على المعايير الخاصة بالانضباط. 
برامج درجة جامعية تؤكد على المعرفة الميدانية العملية التي هي ضرورية للحفاظ على أو استكشاف النظم الكهربائية / الإلكترونية القائمة أو لبناء واختبار نماذج تصميم جديدة.
وتشمل نتائج برنامج الانضباط محددة تطبيق تحليل الدوائر والتصميم، والإلكترونيات التناظرية والرقمية، والبرمجة الحاسوبية، والبرمجيات المرتبطة بها، والمعايير الهندسية ذات الصلة.

### الدورات الدراسية
EET المناهج يمكن أن تختلف على نطاق واسع من قبل المؤسسة، نوع درجة، برنامج الهدف، ويتوقع نتائج الطلاب. كل عام، ومع ذلك، ABET تنشر مجموعة من المعايير الدنيا التي تعطى EET برنامج (إما درجة الدبلوم أو البكالوريوس) يجب أن يجتمع من أجل الحفاظ على اعتماد ABET. هذه المعايير يمكن أن تصنف إما المعايير العامة التي تنطبق على جميع البرامج المعتمدة ABET، أو برنامج المعايير التي تنطبق على الانضباط-معايير محددة.

#### شهادة جامعية
برامج درجة البكالوريوس التأكيد على تحليل وتصميم وتنفيذ الكهربائية/أنظمة إلكترونية. بعض البرامج قد تركز على فرعي محدد الانضباط، مثل أنظمة التحكم أو نظم الاتصالات، في حين أن البعض الآخر قد يستغرق نهج أوسع نطاقا إدخال الطالب إلى عدة تخصصات فرعية مختلفة.
الرياضيات المعادلات التفاضلية هو الحد الأدنى من المتطلبات من أجل التحريض معتمدة من مستوى البكالوريوس EET درجة. وبالإضافة إلى ذلك، يجب على الخريجين إظهار فهم اساس مهارات إدارة المشاريع.
فإن الولايات المتحدة وزارة التجارة يصنف بكالوريوس العلوم في تكنولوجيا الهندسة الكهربائية (BSEET) الجذعية البكالوريوس في الهندسة الميدانية.
في العديد من الدول الخريجين الجدد والطلاب الذين هم على مقربة من الانتهاء من المرحلة الجامعية BSEET درجة مؤهلين للجلوس في أساسيات الهندسة الامتحان في حين أن أولئك BSEETs الذين اكتسبت بالفعل أربع سنوات على الأقل بعد تجربة كلية مؤهلين للجلوس- مهندس محترف الامتحان عن الترخيص في الولايات المتحدة. أهمية المجلس الترخيص متطلبات تعتمد على الموقع، مستوى التعليم، يتطلب سنوات من الخبرة، BSEETs الفرعية الانضباط هي الممرات لتصبح مهندس مرخص. المعرفة التي تم الحصول عليها من قبل تاك/ABET المعتمدة البرنامج هو أحد المسارات التي قد تساعد الطلاب على الاستعداد وتمرير FE/PE الامتحان. على سبيل المثال في الولايات المتحدة وكندا «فقط مهندس مرخص قد ختم أعمال الهندسة العملاء في القطاعين العام والخاص».
خريجي الكهربائية/إلكترونيات الهندسة والتكنولوجيا برامج العمل في مجموعة واسعة من المجالات الوظيفية. وتشمل بعض الأمثلة:
الكهربائية/الإلكترونية فنيو الهندسة قد عامين على شهادة جامعية ويعتبر حرفي الفنيين. في نهاية المطاف، مع المزيد من الخبرة والشهادات التي تم الحصول عليها ثم حرفي الفنيين قد تقدم إلى حرفي الفنيين.
الهندسة الكهربائية/الإلكترونية التكنولوجيين واسعة المتخصصين بدلا من المركزية الفنيين. يتس يكون حاصلا على درجة البكالوريوس وتعتبر تطبيقها الكهربائية أو الإلكترونية المهندسين لأن لديهم الهندسة الكهربائية المفاهيم لاستخدامها في عملهم. وظائف مستوى الدخول في الكهربائية أو هندسة الإلكترونيات عموما تتطلب درجة البكالوريوس في الهندسة الكهربائية، هندسة الإلكترونيات، أو تكنولوجيا الهندسة الكهربائية.
الانضباط-نتائج محددة للبرنامج تتضمن تطبيق تحليل الدوائر وتصميم التناظرية والرقمية والإلكترونيات، برمجة الكمبيوتر، البرامج المرتبطة به، معايير هندسية
الدورات الدراسية يجب أن تكون في الحد الأدنى الجبر والمثلثات القائمة.

#### درجة البكالوريوس
برامج درجة البكالوريوس التأكيد على تحليل وتصميم وتنفيذ الكهربائية/أنظمة إلكترونية. بعض البرامج قد تركز على فرعي محدد الانضباط، مثل أنظمة التحكم أو نظم الاتصالات، في حين أن البعض الآخر قد يستغرق نهج أوسع نطاقا إدخال الطالب إلى عدة فرعية مختلفة التخصصات.
الرياضيات المعادلات التفاضلية هو الحد الأدنى من المتطلبات من أجل التحريض معتمدة من مستوى البكالوريوس EET درجة. وبالإضافة إلى ذلك، يجب أن خريجي إظهار فهم الأساسية مهارات إدارة المشاريع.
في العديد من الدول الخريجين الجدد والطلاب الذين هم على مقربة من الانتهاء من المرحلة الجامعية BSEET درجة مؤهلين للجلوس في أساسيات الهندسة الامتحان في حين أن أولئك BSEETs الذين اكتسبت بالفعل أربع سنوات على الأقل بعد تجربة كلية مؤهلين للجلوس- مهندس محترف الامتحان عن الترخيص في الولايات المتحدة. أهمية المجلس الترخيص متطلبات تعتمد على الموقع، مستوى التعليم، يتطلب سنوات من الخبرة، BSEETs الفرعية الانضباط هي الممرات لتصبح مهندس مرخص. المعرفة التي تم الحصول عليها من قبل تاك/ABET المعتمدة البرنامج هو أحد المسارات التي قد تساعد الطلاب على الاستعداد وتمرير FE/PE الامتحان. على سبيل المثال في الولايات المتحدة وكندا «فقط مهندس مرخص قد ختم أعمال الهندسة العملاء في القطاعين العام والخاص».

## المهنية

### شهادة جامعية
الكهربائية/الإلكترونية فنيو الهندسة قد عامين على شهادة جامعية ويعتبر حرفي الفنيين. في نهاية المطاف، مع المزيد من الخبرة والشهادات التي تم الحصول عليها ثم حرفي الفنيين قد تقدم إلى حرفي الفنيين.
- IEEE العالمية تاريخ الشبكة القائمة على ويكي الموقع مع العديد من الموارد عن تاريخ IEEE, أعضائها، مهنهم والكهربائية وتكنولوجيات المعلومات والعلوم.

### درجة البكالوريوس

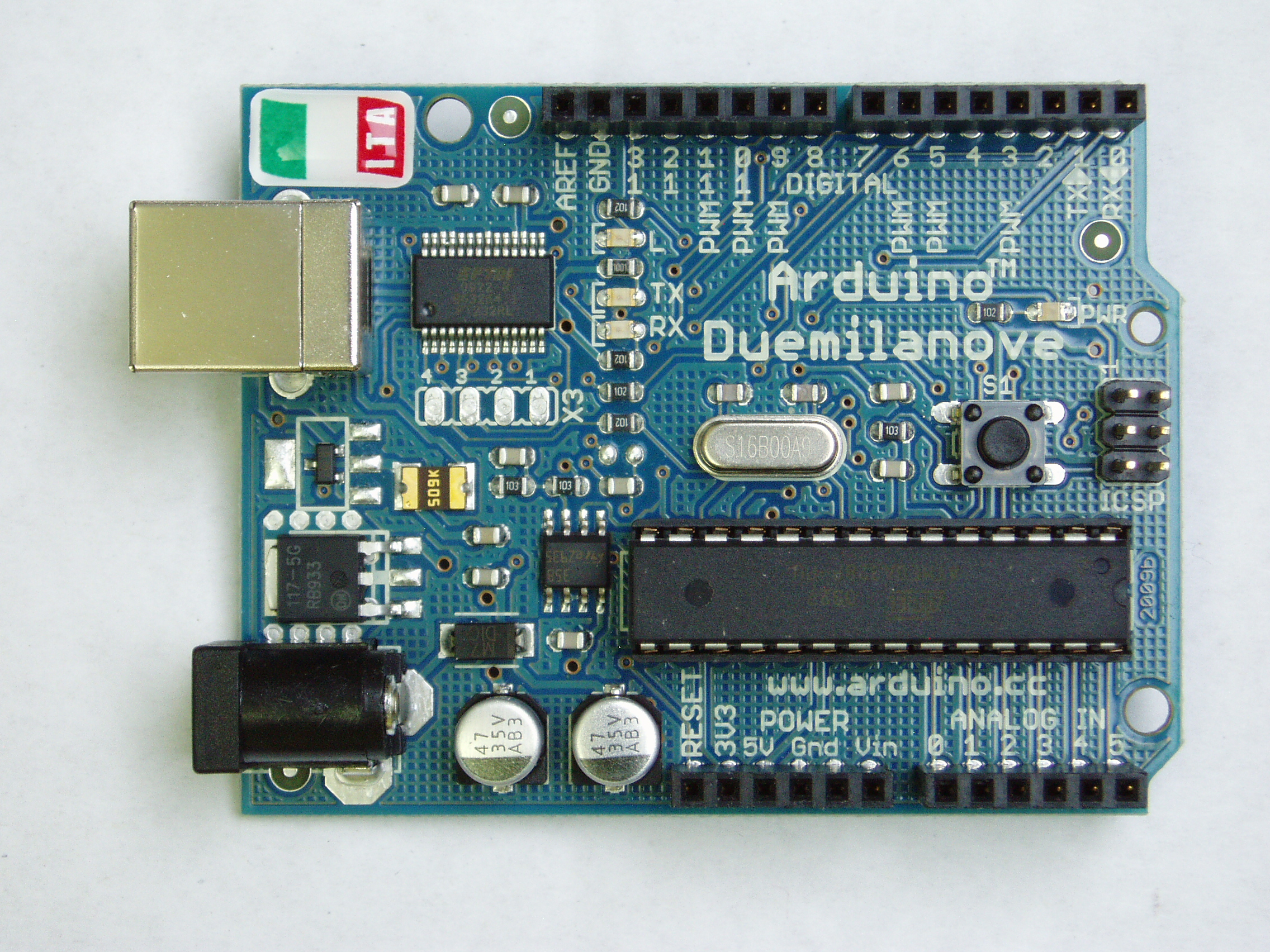
مجلس التنمية متحكم (Arduino Duemilanove)، والتي يمكن استخدامها لتطوير النظم المضمنة.

مجلس الاعتماد للهندسة والتكنولوجيا (ABET) هو المعترف بها  منظمة لاعتماد كل من الهندسة الجامعية وبرامج تكنولوجيا الهندسة في الولايات المتحدة. 
الهندسة الكهربائية/الإلكترونية التكنولوجيين واسعة المتخصصين بدلا من المركزية الفنيين. EETs يكون حاصلا على درجة البكالوريوس وتعتبر تطبيقها الكهربائية أو الإلكترونية المهندسين لأن لديهم الهندسة الكهربائية المفاهيم لاستخدامها في عملهم. وظائف مستوى الدخول في الكهربائية أو هندسة الإلكترونيات عموما تتطلب درجة البكالوريوس في الهندسة الكهربائية، هندسة الإلكترونيات، أو تكنولوجيا الهندسة الكهربائية.

## وصلات خارجية
- IEEE العالمية تاريخ الشبكة القائمة على ويكي الموقع مع العديد من الموارد عن تاريخ IEEE, أعضائها، مهنهم والكهربائية وتكنولوجيات المعلومات والعلوم.